# Non Mediocri (1893)
Non Mediocri è un'enciclica di papa Leone XIII, datata 25 ottobre 1893, scritta in occasione della fondazione del Collegio Spagnolo in Roma.

Così Giovanni Paolo II si pronunciò, in occasione della sua visita al Collegio Spagnolo di Roma nel 1983: 
«Il venerabile sacerdote della diocesi di Tortosa, Manuel Domingo y Sol, avvezzo nel suo intimo al colloquio divino, con amore di figlio, ebbe l'ispirazione di fondare questo Collegio, novanta anni fa, qui a Roma, presso la Sede di san Pietro. Il mio predecessore Leone XIII incoraggiò e appoggiò tale lodevole iniziativa, “per il rinnovamento - disse - scientifico e anche disciplinare del clero spagnolo”, fino al punto di affermare che egli stesso si considerava fondatore del Collegio. Gli procurò una sede adatta nell'antico Palazzo Altemps, da dove, per più di settanta anni, passarono intere generazioni di giovani spagnoli che, in questa città eterna, hanno ricevuto la loro formazione sacerdotale o hanno completato i loro studi. Molti di loro furono ordinati presbiteri nella preziosa cappella del palazzo ricordato, sotto lo sguardo della Vergine della Clemenza - Madre clementissima, Patrona del Collegio - e vicino alla tomba di sant'Aniceto, Papa e martire. Altri furono ordinati nella Basilica di San Pietro e in quella di San Giovanni in Laterano o talvolta in altri templi dell'Urbe. Alcuni giunsero a Roma dopo essere già divenuti sacerdoti. Non pochi hanno avuto accesso poi all'Episcopato. Vari diedero testimonianza della loro fede e del loro sacerdozio con la propria vita. Tutti, nelle Chiese locali sparse per la Spagna, nell'America Latina e in altre Nazioni del mondo, sono stati araldi del Vangelo, lavorando nei diversi campi dell'apostolato e influendo in forma decisiva nella vita religiosa ed ecclesiale del nostro secolo».